# K.V.H.C. Meetjesland
K.V.H.C. Meetjesland (Katholieke Vlaamse Hoogstudentenclub) – beter bekend als Moeder Meetjesland – is een katholieke studentenclub te Leuven voor mannelijke studenten. Oorspronkelijk was deze club enkel toegankelijk voor studenten afkomstig uit de streek rond Gent en Eeklo, maar vandaag de dag wordt de club vooral bevolkt door West-Vlamingen. De oud-leden hebben hun eigen vereniging, onder de naam Peetjesland. Moeder Meetjesland is lid van het Seniorenkonvent Leuven en van de Oost-Vlaamse Gilde.

## Geschiedenis
In 1901 werd de K.V.H.C. Meetjesland gesticht door prof.dr. August Van Damme. Tijdens de Eerste Wereldoorlog had de club geen werking van 1914 tot en met 1918. Na meer dan een halve eeuw succes gekend te hebben, ging de club in 1970 ten onder. Ze werd in 1975 heropgericht door Luc Lampaert. Na vijf jaar van actief leven moest de club in 1980 opnieuw haar werking opschorten. In deze jaren was de club een typische streekclub, die haar leden uit de Oost-Vlaamse regio Meetjesland betrok.
In 1995 besloten Karl Iserbyt ("Ghekko") en Gwijde Versele ("Bosbeer") met de steun van Stijn Calle ("Obelix") over te gaan tot de heroprichting van Moeder Meetjesland. In deze jaren heeft de club haar leden niet langer regionaal gerekruteerd, maar verenigde ze mensen uit alle Vlaamse gewesten, op basis van culturele en sociale conformiteit. Het jaarlijks galabal vindt plaats in Waregem.

## Symboliek
- De huidige wapenspreuk van K.V.H.C. Meetjesland is E Pluribus Unum ("Uit velen, één"). De oorspronkelijke leuze luidde Deus Lo Volt ("God heeft het gewild").
- Het symbool van de club is al van oudsher de typische sparrenboom van het Meetjesland.
- De clubkleuren zijn groen (sinopel), wit (argent) en zwart (sabel).
- De club beoefent de traditionele activiteiten die geassocieerd zijn met Leuvense studentenclubs in het Seniorenkonvent, waaronder het organiseren van cantussen, en het initiëren van nieuwe leden in een studentendoop (of ontgroening).

## Trivia

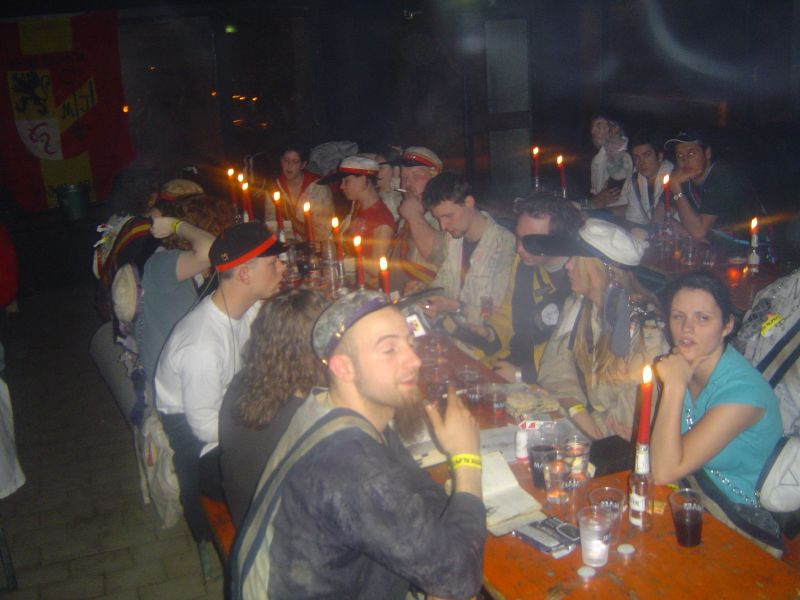
Leden van een studentenclub op een cantus.

- Meetjesland Leuven dient niet te worden verward met Meetjesland Gent, een gemengde studentenclub die de kleuren oranje wit zwart én groen wit zwart gedragen heeft, en heropgericht is.
- Het clubcafé is den Boule. Gedurende het academiejaar houdt de club hier vergadering op dinsdagavond. Ook op maandagavond zijn er vaak activiteiten. Ook worden er regelmatig cantussen georganiseerd.
- Moeder Meetjesland is een puriteinse club als het op de Nederlandse taal aankomt. Franse woorden en liederen worden steevast geweerd op cantussen en andere activiteiten.

## Problematiek en reglementering
De traditionele studentendopen bij (Leuvense) studentenclubs komen af en toe in opspraak, bijvoorbeeld na aanklachten betreffende dierenmishandeling in 2013. De Universiteit Leuven richtte als reactie daarop een doopcharter op in een poging de studentendopen bij clubs en verenigingen veiliger te maken en te reglementeren. Door het ondertekenen van het charter verbindt een vereniging zich ertoe aan de stad door te geven waar en wanneer hun doop zal plaatsvinden, geen levende gewervelde dieren te gebruiken tijdens dooprituelen, en zich te onthouden van onder andere het plegen van geweld, racisme, staking, afpersing, pesterijen, ongewenst seksueel gedrag en discriminatie. Tussen 2013 en 2019 weigerde Moeder Meetjesland het doopcharter te ondertekenen. In april 2019, volgend op de dood van een student in Leuven, werd besloten het doopcharter toch te ondertekenen, samen met 27 andere clubs van het Seniorenkonvent die daarvoor nog niet getekend hadden.

## Bekende leden
- Jef van den Eynde, Vlaams studentenleider.
- Wilfried Martens, Belgisch oud-premier en voorzitter van de Europese Volkspartij.
- Luc Lampaert, oud-burgemeester van Zomergem.